# パオロ・ファラゴ
パオロ・ファラゴ (Paolo Faragò, 1993年2月12日 - ) は、イタリアの元サッカー選手。現役時代のポジションはMF。

## 経歴
2012-13シーズンにセリエBデビュー。2015-16シーズンは8番を着用した。
2017年1月19日、カリアリ・カルチョに移籍した。
2021年1月29日、ボローニャFCにシーズン終了までのレンタル移籍。
2022年1月9日、USレッチェにシーズン終了までのレンタル移籍。
2022年8月27日、カルチョ・コモに2年契約で移籍した。